# جوئل دی لا فونته
جوئل دی لا فونته (به انگلیسی: Joel de la Fuente) (زاده ۲۱ آوریل ۱۹۶۹) بازیگرآمریکایی است.
از فیلم‌های معروف او می‌توان به بازی در فیلم اتفاق و از جهان‌های دیگر اشاره کرد.